# Desmoptera novaeguineae
Desmoptera novaeguineae är en insektsart som först beskrevs av Wilhem de Haan 1842.  Desmoptera novaeguineae ingår i släktet Desmoptera och familjen Pyrgomorphidae. Inga underarter finns listade i Catalogue of Life.